# Pic Lory
Le pic Lory, à 4 087 mètres d'altitude, est une antécime de la barre des Écrins, point culminant du massif des Écrins (4 101 mètres).

## Géographie
Nœud orographique, il est situé sur la ligne de partage des eaux entre Romanche et Durance, et sur la ligne de crête entre les départements de l'Isère (dont il constitue le point culminant) et des Hautes-Alpes (où se trouve la barre des Écrins).
Il n'est en général pas considéré comme un sommet à part entière, distinct de la barre des Écrins, et ne figure pas dans la liste des 82 sommets des Alpes de plus de 4 000 mètres d'altitude définie en 1994 par l'Union internationale des associations d'alpinisme (UIAA), contrairement au dôme de neige des Écrins (4 015 mètres), qui en est séparé par la brêche Lory (3 974 mètres). Il apparaît en revanche dans la liste complémentaire de 46 sommets mineurs, pointements et antécimes.